# Major League Baseball 2K9
Major League Baseball 2K9, eller MLB 2K9, är ett MLB-licensierat baseball simuleringsdatorspel som publiceras av 2K Sports. Spelet har utvecklats för Microsoft Windows, Xbox 360, PlayStation 3, PlayStation 2, PlayStation Portable och Wii. Spelet släpptes den 3 mars 2009 till blandade-till-positiva recensioner.